# Ишимский дистрикт
Иши́мский дистри́кт — административно-территориальное образование на территории Сибири.
Образован в 1720—1723 годах в Тобольском уезде Тобольской провинции Сибирской губернии.
На 1749 год включал следующие населённые пункты:
1. Коркина слобода (г. Ишим). При ней: село Боброво; деревни: Барабинская, Бедрихина, Безрукова, Богатырская, Болдырева, Бурдина, Водолазова, Донова, Епанчинская, Ефимова, Заворохина, Зырянская, Игнатьева, Кандовая, Карпушина, Костылева, Кошкарагайская, Луговая, Макарова, Максимова, Мезенская, Налимова, Нестерова, Онохина, Опашнина, Прокутина, Стрехина, Тушнолобова, Тимохина, Удалова, Фирсова, Черемшанская, Шубодёрова.
2. Слобода Орлово городище. При ней деревни: Ачимова, Балаганская, Балахлейская, Бареуцкая, Басаргульская, Березина, Богатырёва, Бункова, Бурмистрова, Бутырская, Волынкина, Вяткина, Голопупова, Долгушина, Достовалова, Ересная, Ершёва, Заборина, Зенкова, Знаменщикова, Туляшевская, Русанова, Озёрная, Калинина, Калмакова, Калпакова, Каргалинская, Котлинская, Красная Гора, Куралёва, Малышева, Мельникова, Мурашёва, Назарова, Неволина, Олелюйская, Орехова, Петрова, Погорелка, Поддубровная, Рогалихинская, Рюмина, Рязанова, Сартамская, Ташаирская, Усть-Чёрная, Чебаклина, Челнокова, Чернышёва, Чертанская, Шешукова, Щетникова, Юшкова, Ягыды, Яузяцкая.
3. Усламинская слобода. При ней: сёла Аромашево и Малышино; деревни: Боровлянская, Горбунова, Евсина, Зеленовская, Казанцева, Кармацкая, Нагорках, Подволчина, Свиньина, Скаредина, Суетяцкая, Юрминская.
4. Абацкая слобода. При ней деревни: Аникина, Бобыльская, Боровикова, Быструшинская, Гуселетова, Ерёмина, Заозёрная, Ировская, Койнова, Кокуйская, Конева, Коткова,  Королева, Кривоглазова, Лапина, Лихачевой, Мокшина, Осинцева, Ощепкова, Панова, Поротникова, Речкалова, Речкунова, Симанова, Спирина, Сысоева, Табаринская, Таволжанская, Татарская, Тельцова, Узловой, Шевырина, Шипунова, Шмакова, Чумашкина, Чупина.
В 1782 году Ишимский дистрикт был преобразован в Ишимский уезд вновь образованной Тобольской губернии.